# Rhoshii Wells
Rhoshii Shepperd Wells (* 30. Dezember 1976 in Austin, Texas; † 11. August 2008 in Las Vegas, Nevada) war ein US-amerikanischer Boxer und am 20. September 1993 im Halbmittelgewicht Herausforderer des WBA-Weltmeisters Alejandro García. Als Amateur gewann er eine Bronzemedaille im Mittelgewicht bei den Olympischen Sommerspielen 1996 in Atlanta.

## Amateurkarriere
Wells war 1994 US-Juniorenmeister und Teilnehmer der Junioren-Weltmeisterschaft in Istanbul, wo er im Viertelfinale des Halbmittelgewichts knapp mit 8:9 gegen Andrei Balanow ausschied.
Bei den Erwachsenen gewann er 1994 Silber bei den National Golden Gloves im Weltergewicht und 1995 Silber im Halbmittelgewicht bei den US-Meisterschaften. Er gewann die Qualifikation zur Teilnahme an den Panamerikanischen Spielen 1995 in Mar del Plata, an denen er jedoch aufgrund einer Verletzung nicht teilnehmen konnte.
Im April 1996 gewann er im Mittelgewicht jeweils die US-Olympiaqualifikation in Oakland und die nationalen olympischen Box-offs in Augusta. Er konnte daraufhin an den Olympischen Spielen 1996 in Atlanta teilnehmen und siegte im Mittelgewicht gegen den Iraner Kourosh Sefiddashti, den Brasilianer José Rodrigues und den Usbeken Dilshod Yorbekov, ehe er im Halbfinale gegen den späteren kubanischen Goldmedaillengewinner Ariel Hernández mit einer Bronzemedaille ausschied.

## Profikarriere
Wells bestritt sein Profidebüt im Juli 1997 und blieb in 19 Kämpfen ungeschlagen. Er konnte daraufhin am 20. September 2003 um den WBA-Weltmeistertitel im Halbmittelgewicht boxen, verlor den Kampf jedoch durch TKO in Runde 10 gegen den Titelträger Alejandro García.
Durch einen folgenden Sieg in einem Ausscheidungskampf gegen Santiago Samaniego wurde er von der WBA auf Platz 1 der Herausforderer geführt und konnte als solcher am 21. Mai 2005 um die Interimsweltmeisterschaft der WBA im Halbmittelgewicht antreten, verlor jedoch wiederum durch TKO in Runde 9 gegen Alejandro García.
Im August 2007 wurde er als Supermittelgewichts-Teilnehmer der dritten Staffel des Profiboxturniers The Contender von ESPN angekündigt, an der er letztlich aber nicht teilnahm.

## Tod
Wells wurde im August 2008 vor den Augen seines vierjährigen Sohnes in einem Apartmenthof in der Nähe der Innenstadt von Las Vegas erschossen. Der Täter, mit dem Wells zuvor einen Streit geführt haben soll, wurde am 2. Mai 2012 wegen Mordes und Waffenvergehen zu 21 Jahren bis lebenslanger Haft verurteilt.